# Distribución marginal (biología)
Los límites geográficos de la distribución de una especie están determinados por factores bióticos o abióticos. Las poblaciones centrales son las que se encuentran dentro del centro del rango, y las poblaciones marginales (también llamadas poblaciones periféricas) se encuentran en el límite del rango.
La incapacidad de una especie para expandir su área de distribución más allá de un área geográfica determinada se debe factores limitantes o factores a los que la especie no puede adaptarse con éxito. En algunos casos, los límites del rango geográfico son completamente predecibles, como la barrera física de un océano para una especie terrestre. En otros casos, se desconocen las razones específicas por las cuales las especies no traspasan estos límites; sin embargo, la ecología es el principal determinante de la distribución de una especie. La aptitud de una especie disminuye en los límites de su rango de distribución, el crecimiento de la población y la aptitud llega a cero donde una especie no puede sobrevivir.
Para muchas especies de animales invertebrados, sus límites exactos del rango geográfico nunca se han determinado con precisión, debido a que no se ha realizado suficientes trabajos de campo científico en muchas partes del mundo para mapear la distribución con mayor precisión, por lo tanto, describir una extensión del rango para las especies, especialmente las marinas., no es una tarea frecuente.
Las distribuciones marginales pueden tener implicaciones para la conservación.

## Terminología
La ciencia que estudia las distribuciones de los organismos se conoce como corología . La población núcleo de una especie son los individuos que se encuentran dentro del centro de un rango o área de distribución. Aunque nunca se puede conocer verdaderamente el nicho ideal de una especie, si se puede estimar un aproximado desde el núcleo de distribución, a esto se conoce como el "nicho ecológico realizado". Las poblaciones marginales o periféricas son aquellas que se encuentran en el límite del rango. Cuando la distribución de una especie está cambiando, las poblaciones marginales se encuentran en el límite geográfico de expansión del rango de distribución, mientras que las poblaciones traseras retroceden.
La hipótesis central-marginal, también llamada a veces la "hipótesis de la población central-periférica", postula que hay menos diversidad genética y una mayor diferenciación genética entre poblaciones en los márgenes del rango, en comparación con los núcleos del rango. Esto se basa en el supuesto de que el hábitat es más ideal en el centro de una distribución y las condiciones ecológicas disminuyen hacia el margen. Debido a que es probable que el tamaño de la población en el margen sea menor, la deriva genética puede tener un efecto mayor y reducir la variación genética de las poblaciones marginales. La reducción del flujo de genes entre las poblaciones centrales y periféricas también limita la diversidad genética en los márgenes. La alta presión de selección, debido a un hábitat menos ideales de los márgenes, reduce además la diversidad genética. Aunque las excepciones a esta hipótesis son comunes, en general esta regla parece ser empíricamente cierta. La distribución espacial a menudo difiere, ya que la población es más densa en el centro que en los márgenes, esto a menudo puede tener un patrón de distribución de probabilidad simple. El flujo de genes entre las poblaciones centrales y periféricas puede evitar la expansión del rango cuando no permite que el acervo genético en el margen se diferencie . Las condiciones en el centro del rango difieren de las de la periferia, por lo tanto, los alelos adaptados en el centro pueden no beneficiar a las poblaciones marginales que experimentan diferentes condiciones. La hipótesis del flujo de genes asimétrico postula que hay más flujo de genes de las poblaciones centrales a las periféricas. Los datos empíricos que apoyan esta teoría son menos sólidos.
Cuando las circunstancias, generalmente climáticas, restringen la distribución de una población a un área pequeña, a esto se conoce como refugio . En Europa, por ejemplo, las fallas geográficos que sobresalen del continente en el sur: la península ibérica, Italia y los Balcanes sirvieron de refugio para especies adaptadas al calor durante la Edad del Hielo .

## Factores abióticos

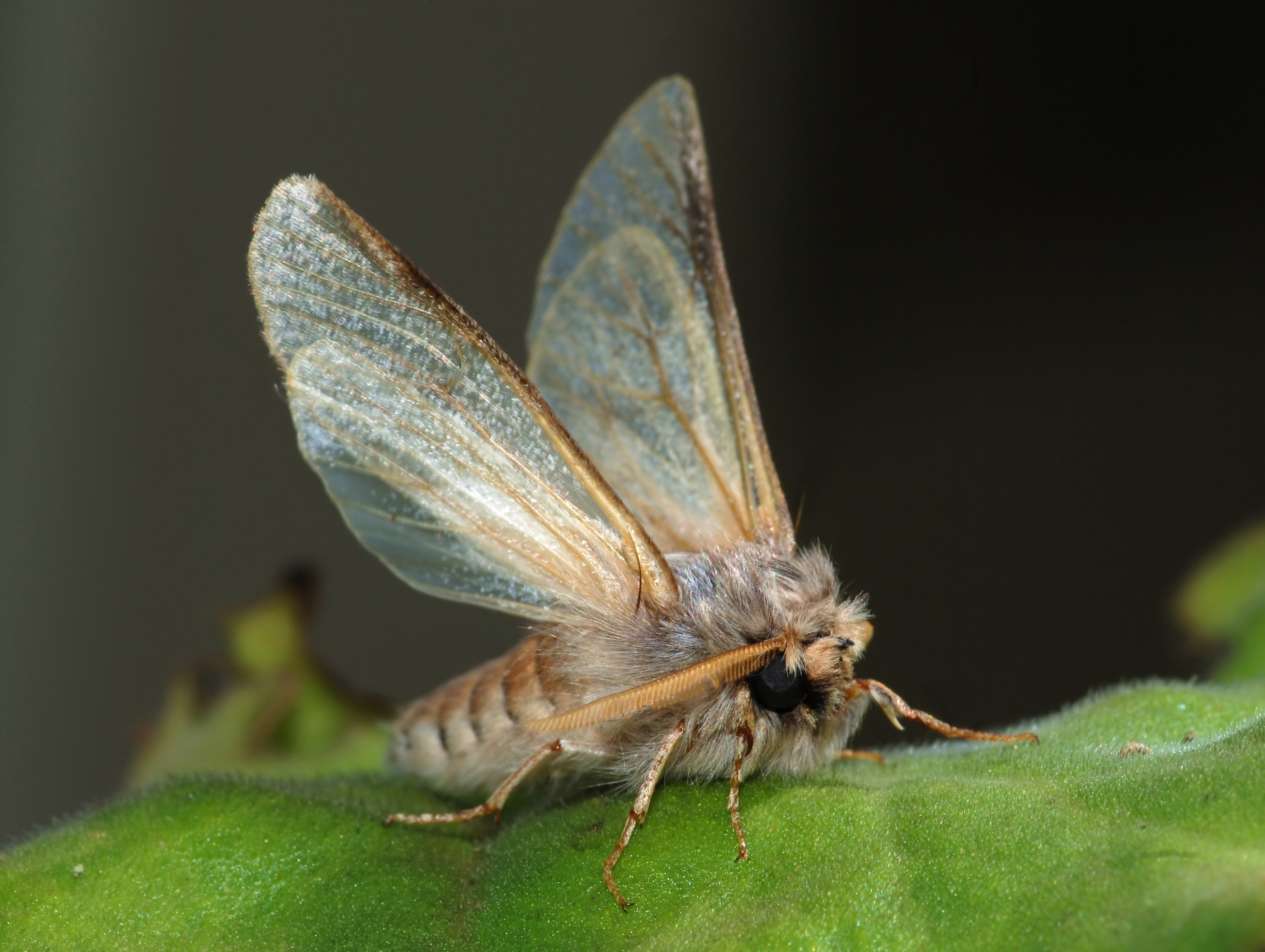
La polilla del pino, Thaumetopoea pityocampa, expandió su área de distribución hacia el norte en Francia.

Los gradientes en cualquier factor abiótico, como el clima, crean barreras fisiológicas a la dispersión. Todas las especies tienen límites de tolerancia a los factores abióticos. Demasiado o muy poco de cualquier cosa puede reducir su supervivencia y éxito reproductivo y causar una reducción de la aptitud . Los cambios de temperatura que resultan del calentamiento global, por ejemplo, pueden hacer que una especie cambie su distribución geográfica hacia el norte. La precipitación también puede ser un determinante clave para limitar los límites del rango geográfico de las especies. Esto se ve a menudo en organismos con altas demandas de agua, cuya supervivencia y reproducción están limitadas por condiciones secas. La humedad en el suelo también puede limitar la distribución de un organismo. Hay muchos otros factores abióticos que pueden determinar el rango de una especie, incluido el oxígeno disuelto, la conductividad, la alcalinidad y el pH .

## Factores bioticos

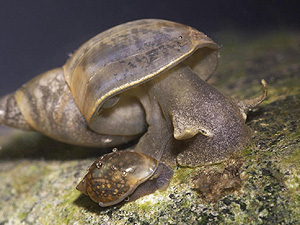
Se encontró que los individuos del gasterópodo de agua dulce Lymnaea stagnalis tenían una mayor incidencia de parásitos trematodos en el borde de su distribución en comparación con los del núcleo.

Las interacciones entre organismos pueden causar limitaciones a la distribución de una especie. Una interacción que puede limitar una distribución es la depredación, donde las especies de presas están limitadas de un área en particular por depredadores muy eficientes, o cuando estos depredadores pueden permitir que ciertas presas tengan rangos más amplios. La competencia interespecífica es otro determinante común de la distribución de especies individuales. Cuando dos especies similares comparten un rango superpuesto, la competencia a menudo hace que las distribuciones cambien para excluir a una de las dos. El rango geográfico de una especie puede estar vinculado a otra, donde el rango de una especie no puede extenderse independientemente de la otra. Esto se ve en el parasitismo o mutualismo, donde la supervivencia no es posible sin los anfitriones (continuo parasitismo-mutualismo) . El parasitismo también puede desempeñar otro papel en la determinación de la distribución de una especie: las poblaciones marginales con hábitats subóptimos pueden tener una mayor carga de parásitos . Esto puede deberse a que las condiciones menos favorables en los márgenes de una distribución conducen a una menor resistencia a la infección.

### Factores antropogénicos

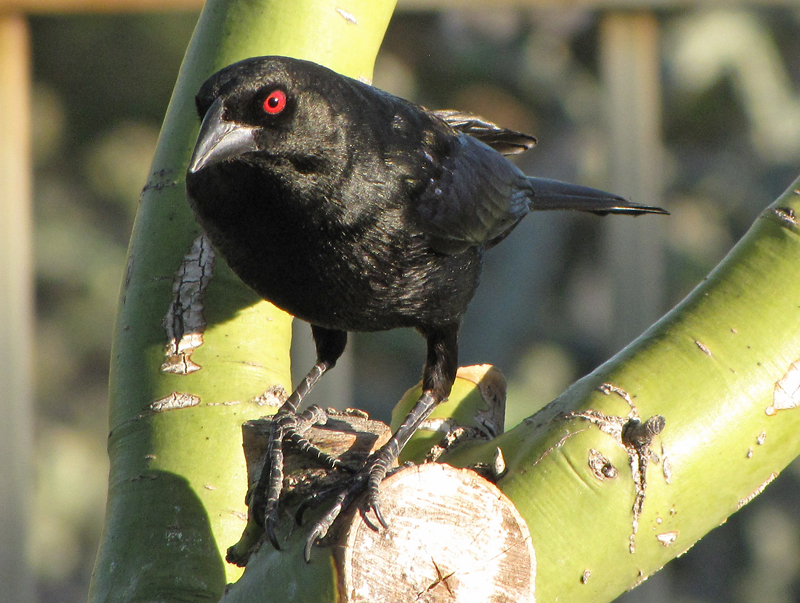
El tordo bronceado, Molothrus aeneus, continúa expandiendo su área de distribución en Nuevo México y Texas debido a la deforestación.

Los seres humanos pueden provocar cambios en el ambiente y alterar la distribución de los organismos vivos. La deforestación puede aumentar el hábitat de ciertas especies y permitirles expandir su distribución, o cambiar la distribución en respuesta a una disminución del hábitat. Los cambios recientes en las temperaturas medias, que pueden ser causados por los seres humanos, están provocando cambios en la distribución de algunas especies, como la expansión hacia el norte. Los seres humanos también han iniciado muchas expansiones de distribución al introducir especies en nuevos lugares, tanto de forma intencionada como accidental. Estas especies pueden sobrevivir y reproducirse en estos nuevos lugares y así ampliar su distribución. Estas especies también pueden causar cambios en la distribución de especies nativas que no pueden tolerar la nueva competencia.

## Influencias combinadas
La combinación de los factores abióticos y bióticos determinan el rango de una especie. Un ejemplo podrían ser las plantas sembradoras obligadas donde la distribución está limitada por la presencia de incendios forestales, que son necesarios para permitir que germinen sus bancos de semillas, pero también dispersan sus semillas con ayuda de las hormigas.